# Hochbrücke

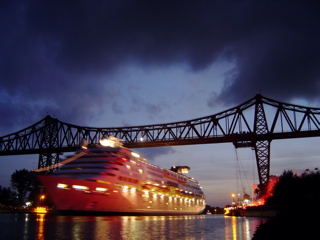
Rendsburger Hochbrücke und Norwegian Dream

In der kaiserlichen Bauordnung für den Kaiser-Wilhelm-Kanal, heute Nord-Ostsee-Kanal, wurde als Hochbrücke eine Brücke bezeichnet, deren lichte Durchfahrtshöhe über der Wasserstraße mindestens 42 Meter und deren Stützweite mindestens 140 Meter betragen muss. Allerdings wird nicht jede Brücke mit diesen Dimensionen als Hochbrücke bezeichnet.
Heutzutage wird der Begriff auch bei anderen Brückenabmessungen verwendet. Außerdem werden auch einige Talbrücken und innerstädtische Straßenbrücken als „Hochbrücke“ bezeichnet.

## Hochbrücken über den Nord-Ostsee-Kanal

### Bau und Konstruktion
Die Hochbrücken über den Nord-Ostsee-Kanal wurden meistens aus Stahl erbaut. Die Auffahrtrampen sind sehr lang, damit das Gefälle den Verkehr nicht erschwert. Um den Höhenunterschied zu überwinden, wurde im Falle der für den Zugverkehr errichteten Rendsburger Hochbrücke, wo der Bahnhof nur etwa 1 km vom Kanalufer entfernt liegt, eine Schleife errichtet. Später entstand dort der gleichnamige Ortsteil.
Hochbrücken müssen, wie alle hohen Gebäude, in der Nähe von Flugplätzen mit einem roten Lichtsignal an ihrem höchsten Punkt gesichert werden. Bei Straßennutzung ist außerdem mindestens ein Windsack anzubringen, damit der Verkehrsteilnehmer weiß, ob er die Brücke gefahrlos benutzen kann.

### Bekannte Hochbrücken über den Nord-Ostsee-Kanal

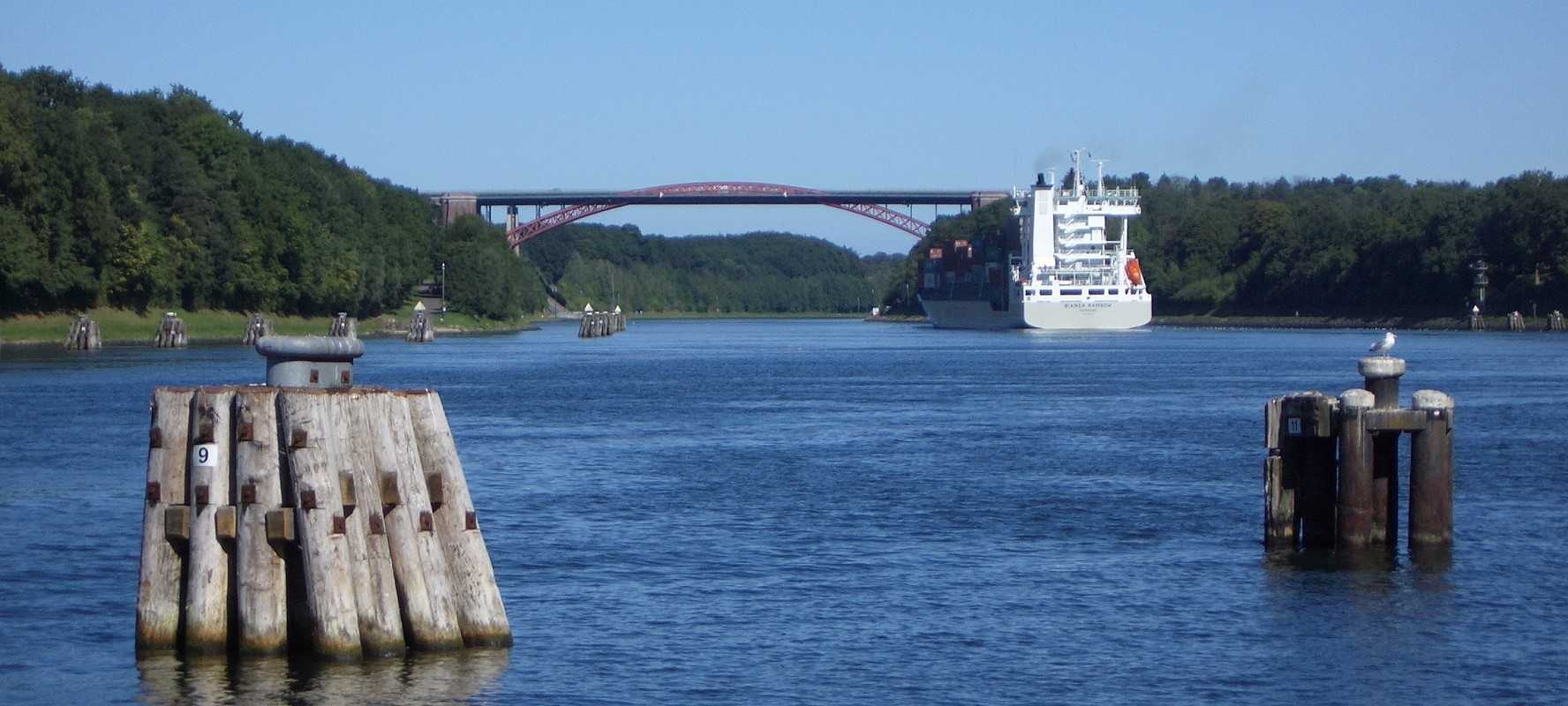
Holtenauer Hochbrücken
- Levensauer Hochbrücken
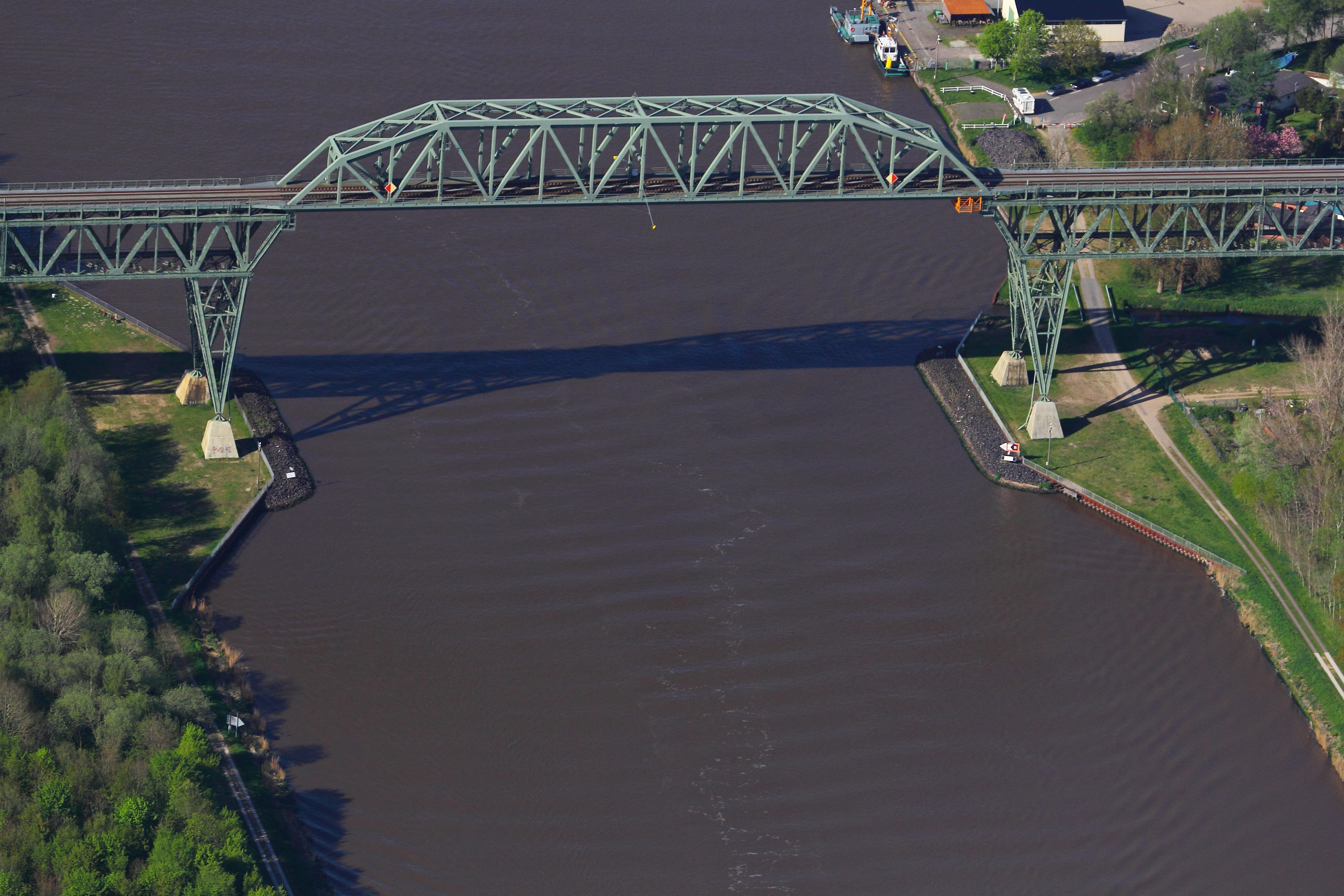
Hochbrücke Brunsbüttel
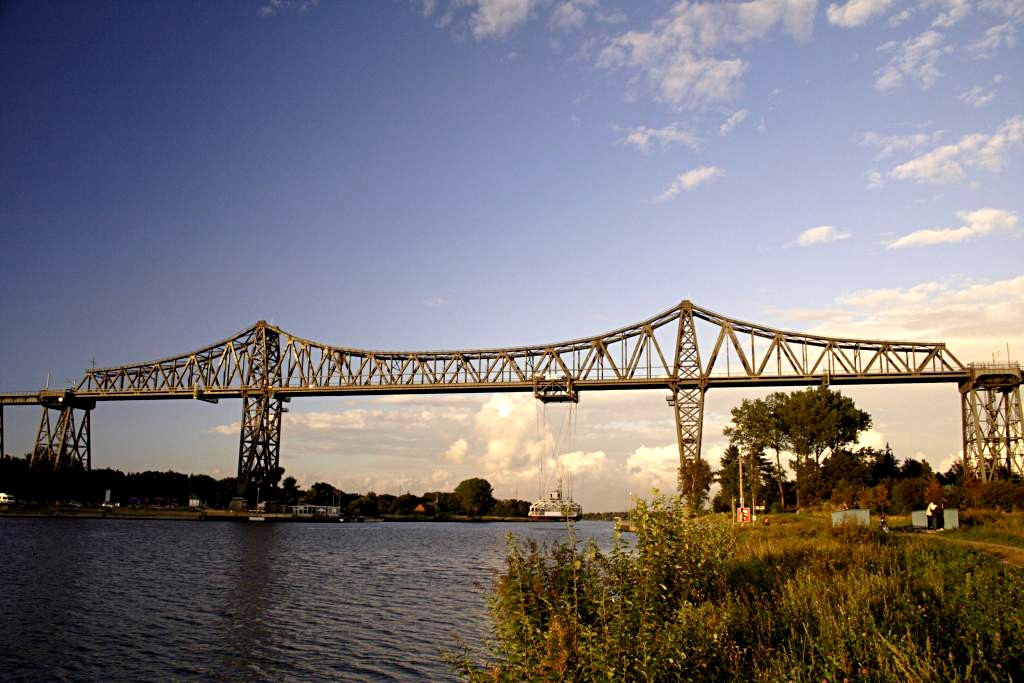
Hochbrücke Hochdonn
- Hochbrücke Hohenhörn
- Hochbrücke Grünental
- Rendsburger Hochbrücke
- Rader Hochbrücke bei Rendsburg

- Levensauer Hochbrücken
- Hochbrücke Hochdonn
- Rendsburger Hochbrücke

## Weitere „Hochbrücken“

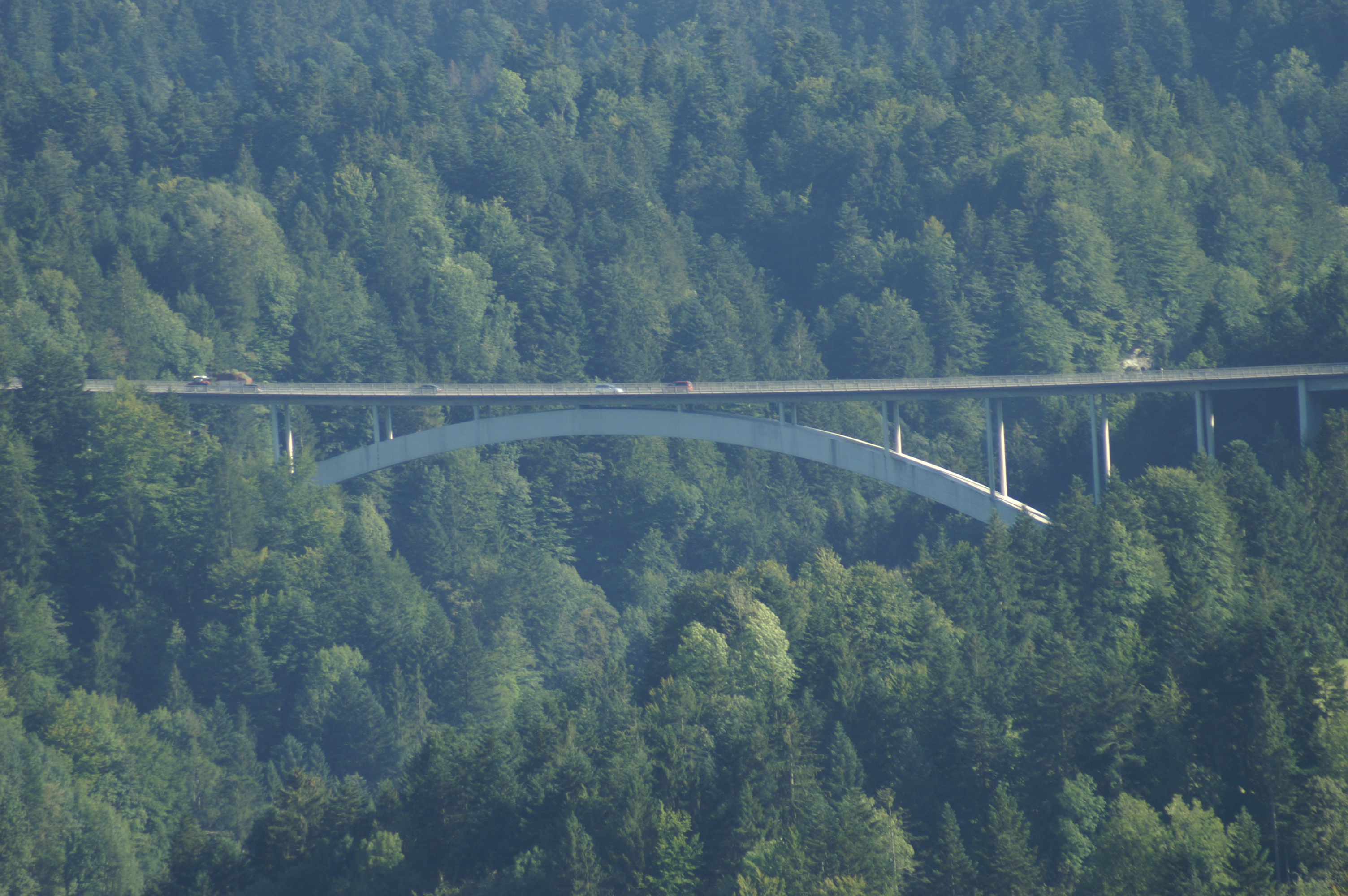
Lingenauer Hochbrücke

Brücken, die ebenfalls „Hochbrücke“ im Namen führen, müssen nicht zwingend Wasserstraßen überqueren. So überspannt die Lingenauer Hochbrücke im Vorarlberg einen Taleinschnitt in einer Höhe von 90 Meter, und die Hochbrücke Freimann in München führt die Bundesautobahn 9 über mehrere Straßen und eine Eisenbahnlinie hinweg. Die historische Münchner Hochbrücke, die eine Hauptstraße der Stadt über einen der Münchner Stadtbäche führte, erhielt ihren Namen im 14. Jahrhundert, weil sie sich als gewölbte Steinbrücke – anders als die damals üblichen flachen Holzbrücken – über das Straßenniveau hob.